# Bubo
Bubo je rod sov, ki pripadajo družini pravih sov (Strigidae). Ta rod vsebuje 12 - 24 vrst pravih sov in živijo v mnogih predelih sveta. V tem rodu najdemo največje vrste sov. Tradicionalno, tukaj uvrščajo samo sove, ki imajo obušesne čopke. 

### Živeče vrste
Običajno vključene vrste v rodu Bubo:
- Bubo scandiacus (Nyctea scandiaca), snežna sova
- Bubo virginianus, ameriška velika uharica
  - Bubo virginianus nacurutu
- Bubo magellanicus
- Bubo bubo, velika uharica
- Bubo bengalensis
- Bubo ascalaphus, puščavski vir
- Bubo capensis
  - Bubo (capensis) mackinderi
- Bubo africanus
- Bubo cinerascens
- Bubo poensis
- Bubo vosseleri
- Bubo nipalensis
- Bubo sumatranus
- Bubo shelleyi
- Bubo lacteus, orlovski vir
- Bubo coromandus, sivi vir
- Bubo leucostictus
- Bubo philippensis

###### Ribje uharice:
- Ketupa blakistoni ali Bubo blakistoni
- Ketupa zeylonensis ali Bubo zeylonensis, ribja uharica
- Ketupa flavipes ali Bubo flavipes
- Ketupa ketupu ali Bubo ketupu
- Scotopelia peli ali Bubo peli
- Scotopelia ussheri ali Bubo ussheri
- Scotopelia bouvieri ali Bubo bouvieri

### Fosili
- Bubo leakeyae (zgodnji pleistocen, Tanzanija)
- Bubo binagadensis (pozni pleistocen, Binagady, Azerbaidžjan)

Nekaj opaznejših in neopisanih fosilov prazgodovinskih vrst Bubo, s fragmentnimi ostanki:
- Bubo sp. (pozni pliocen, Senèze, Francija)[2]
- Bubo sp. (pozni pliocen, Rębielice Królewskie, Poljska)[3]
- Bubo sp. (pozni pleistocen, San Josecito Cavern, Mehika)[4]